# 大不列顛的卡羅琳·瑪蒂爾達
卡羅琳·瑪蒂爾達（丹麥語：Caroline Mathilde，1751年7月22日—1775年5月10日）是丹麦王后和大不列颠王国公主。她的丈夫是丹麦国王克里斯蒂安七世。
卡羅琳是英国国王乔治二世的孙女，父亲威尔士亲王弗雷德里克在她出生后三个月就病逝。她的哥哥在1761年登基为喬治三世。她從小被母亲在宫外抚养，对严谨的的宫廷礼节并不认识。成年后的她对政治也没有兴趣。

## 丹麦王后
1764年，丹麦王室开始和英国王室讨论英国公主和丹麦王储的婚事。雙方原本属意卡罗琳的姐姐路易莎，但是后者身体虚弱，因此卡罗琳最后在1765年1月和丹麦王储订婚。1766年11月，卡罗琳和已登基为王的克里斯蒂安七世结婚。
她自由自在的性格和行事方式和严肃的丹麦宫廷格格不入。神情怪异的克里斯蒂安七世对她很冷淡，也不急和她行房。经过老师的提点后，克里斯蒂安七世终于和卡罗琳行房。她在1768年1月28日诞下儿子。
1769年，欧游回国的克里斯蒂安国王带来他的新御医约翰·弗里德里希·施特林泽。施特林泽能在国王精神不稳的时候安抚他，使国王和官员们都很信任他。施特林泽也鼓励国王好好对待卡罗琳，因此国王在1769年7月为卡罗琳举行了隆重的生日派对。自此，卡罗琳开始信任并亲近施特林泽。1770年春天，卡罗琳已和施特林泽成为情人并一起打理丹麦的政务。1771年7月，她诞下一名女儿。虽然国王公开承认自己为小公主的父亲，但不少人认为公主的生父是施特林泽。
1772年，在王太后尤利安娜·瑪麗亞的操縱下，施特林泽被逮捕處決；国王被逼和妻子離婚，卡罗琳被流放到策勒。三年后，她因猩红热病逝。

## 另見
- 皇室风流史（2012年电影）